# Citroën
Citroën este unul dintre cei mai importanți producători de automobile din Franța și din lume. Compania a fost fondată în 1919 de către industriașul francez André-Gustave Citroën (1878–1935), iar din 1976 face parte din Grupul PSA Peugeot-Citroën.
În 1934, Citroën își câștigă reputația de marcă inovatoare odată cu lansarea modelului Traction Avant, primul automobil de producție în masă din lume cu tracțiune pe față și una dintre primele mașini cu o caroserie de tip unitar, fără piese mecanice fixate pe cadrul șasiului.
În 1954, Citroën produce primul sistem de suspensie hidropneumatic cu autonivelare, iar apoi în 1955 revoluționarul model DS, prima mașină de producție în masă cu discuri de frână moderne. În 1967, Citroën introduce la o serie de modele farurile cu reglare manuală, care permit o vizibilitate sporită pe drumurile șerpuite. Autovehiculele Citroën au câștigat o serie de premii naționale și internaționale, marca Citroën fiind aleasă de trei ori drept Mașina europeană a anului.
Povestea de succes a mărcii Citroën continuă și în domeniul curselor de mașini, fiind singurul producător de automobile care a câștigat trei campionate oficiale diferite ale Federației Internationale de Automobile, și anume, Campionatul Mondial de Rally-Raid (de 5 ori câștigător al WRRC), Campionatul Mondial de Raliuri (de 8 ori câștigător al WRC) și Campionatul Mondial de Autoturisme (Touring Car).
Citroën este prezent în China din 1984, aceasta reprezentând în momentul de față una dintre piețele principale ale mărcii, în special datorită joint-venture-ului dintre Corporația Dongfeng și Grupul Peugeot-Citroën. În 2014, atunci când PSA Peugeot-Citroën întâmpina serioase dificultăți financiare, Corporația Dongfeng Motor a achiziționat o parte din acțiunile Grupului.
Marca și-a sărbătorit cea de 90-a aniversare în 2009. 
Showroomul Citroën C_42, situat bulevardul Champs-Elysées din Paris, este locul de preferință al mărcii pentru organizarea de expoziții și dezvăluirea modelelor noi, precum și a prototipurilor.
În România, Automobiles Citroën este reprezentată de Trust Motors, importatorul oficial al Grupului PSA.

## Modele

### Actuale

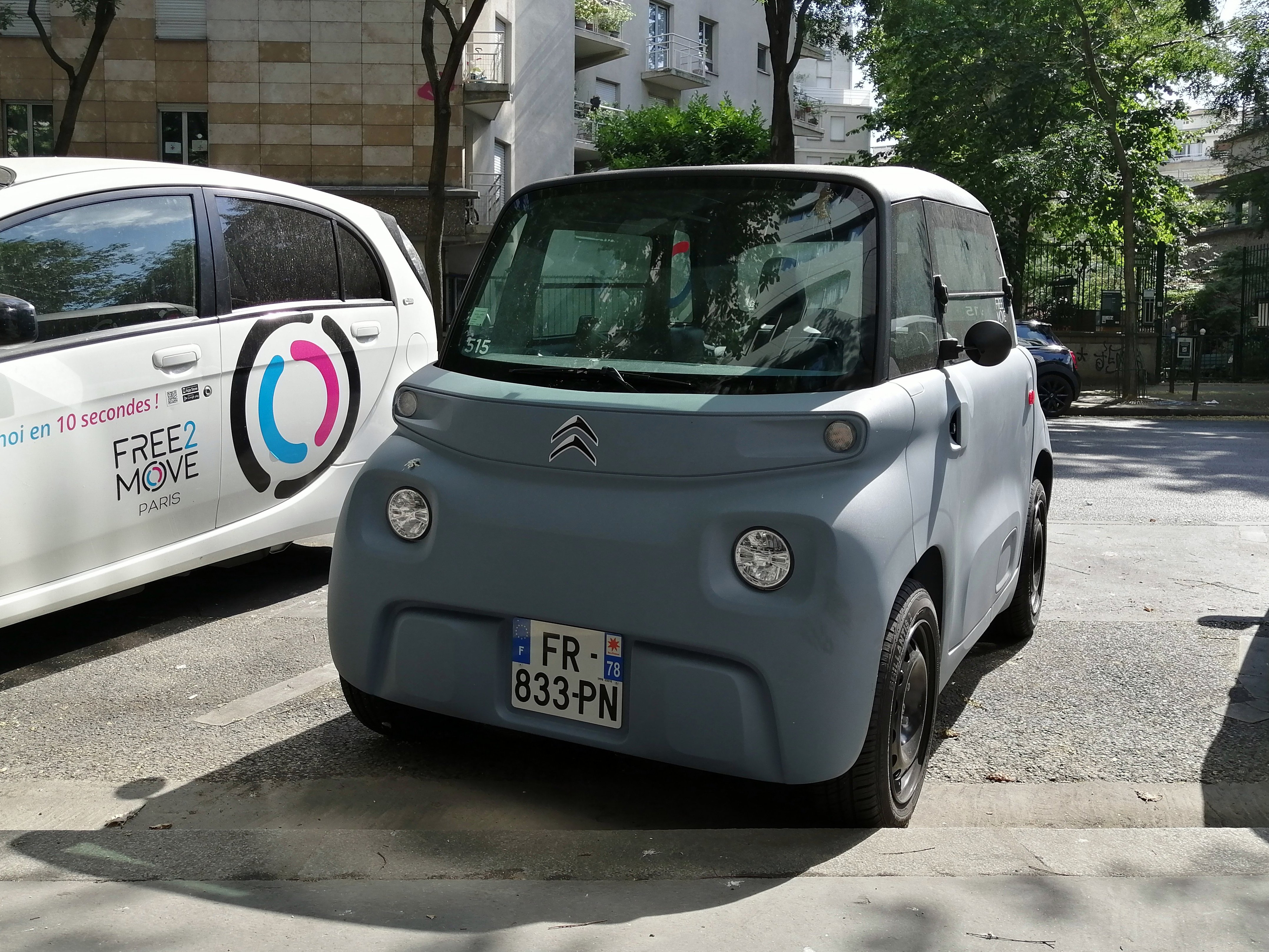
Ami
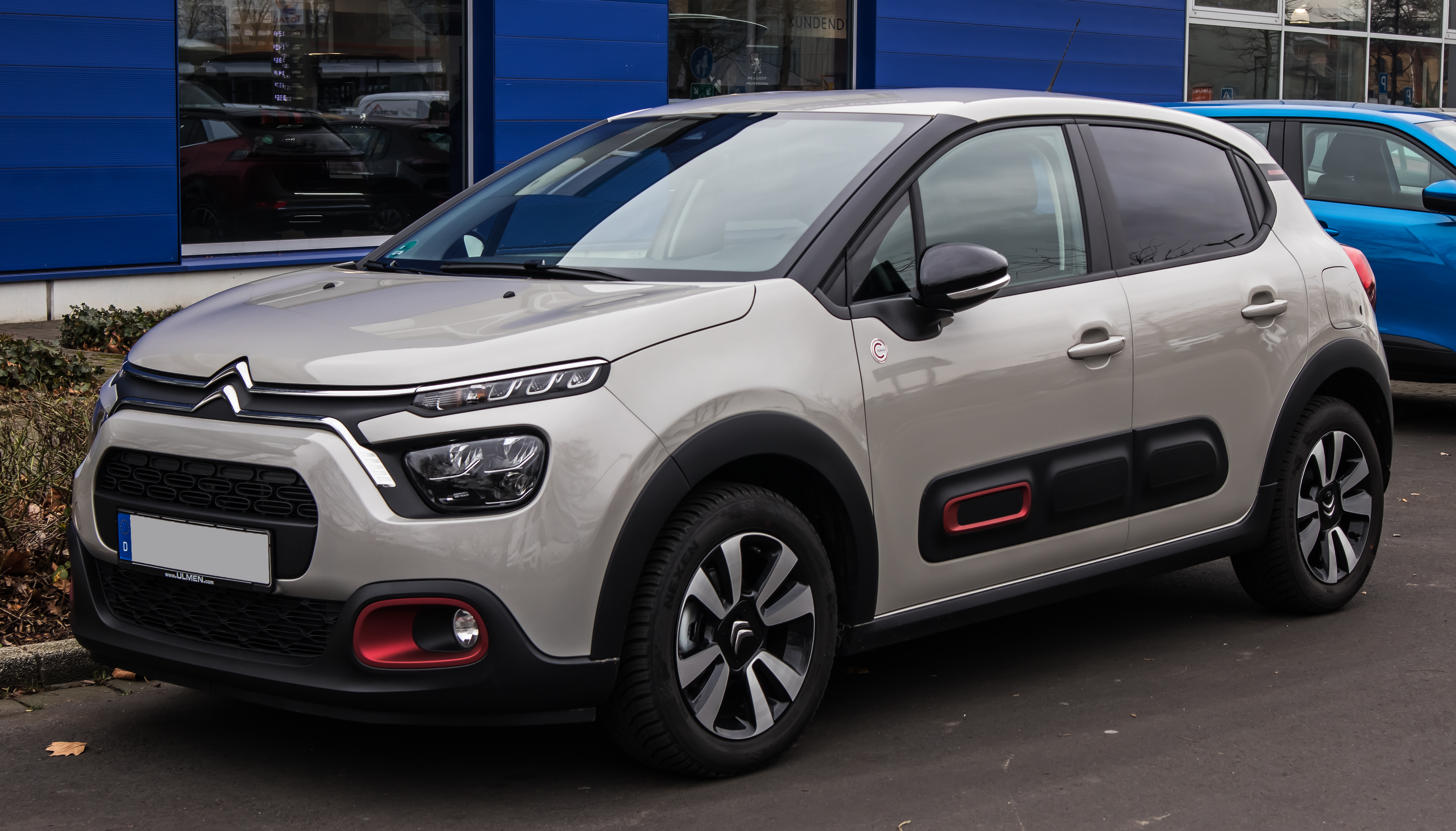
C3
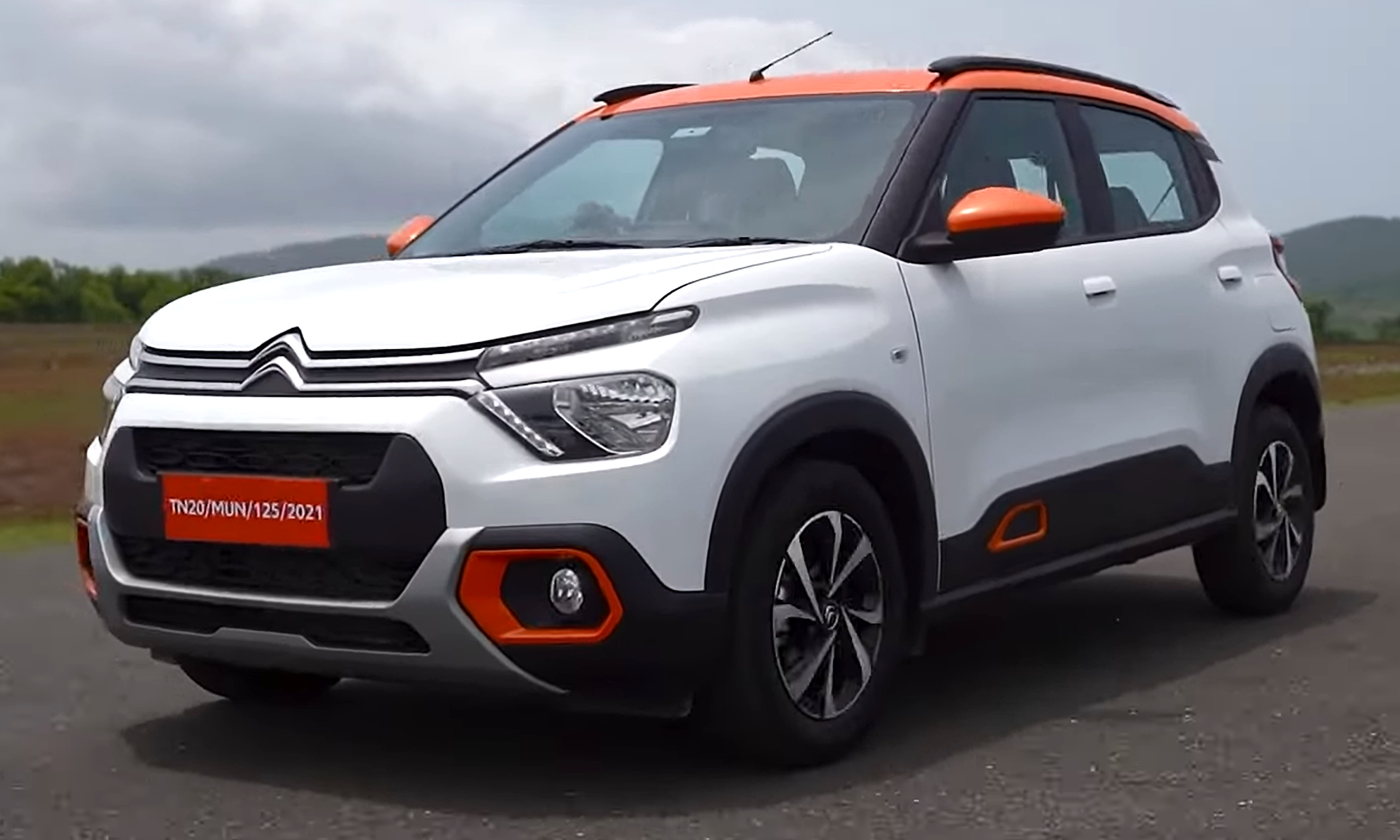
C3 (CC21)
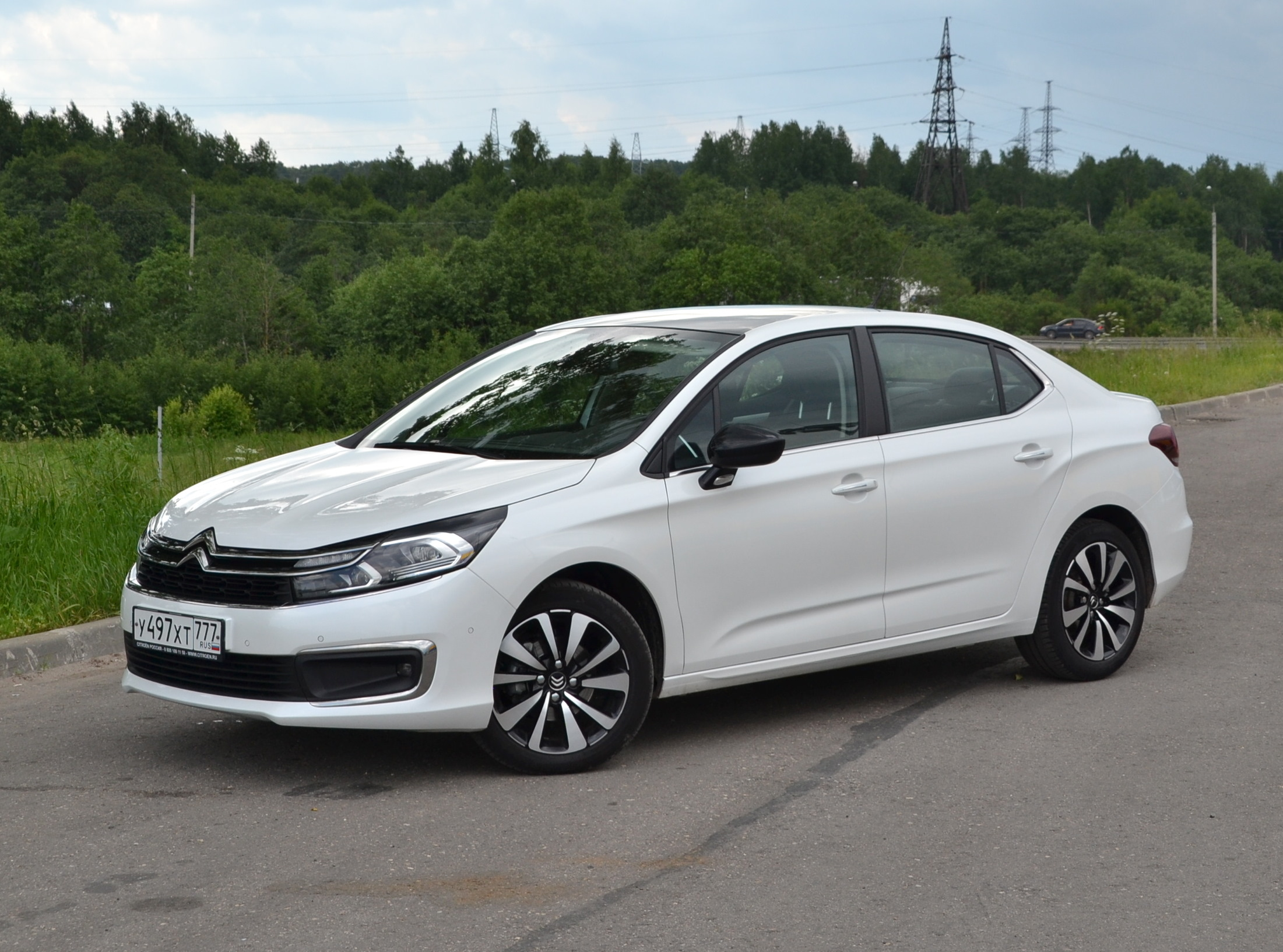
C4 Sedan
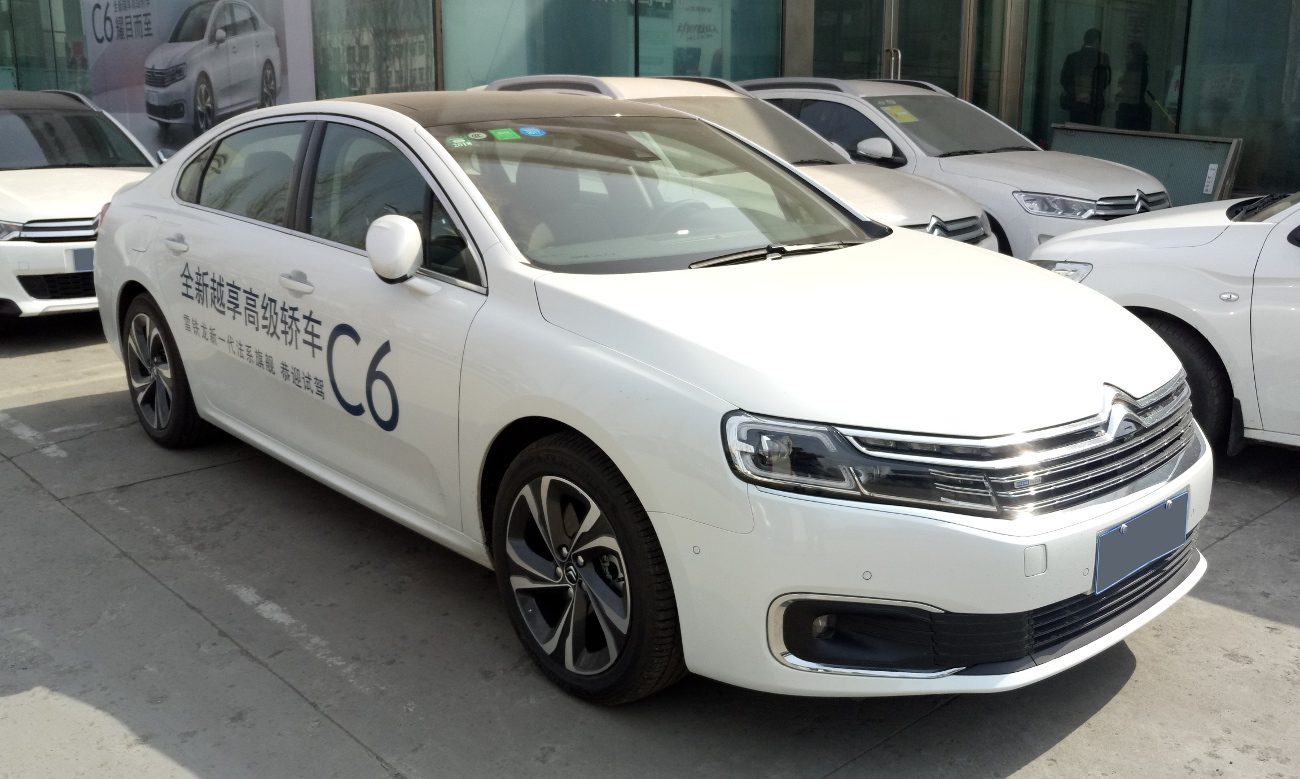
C6 II
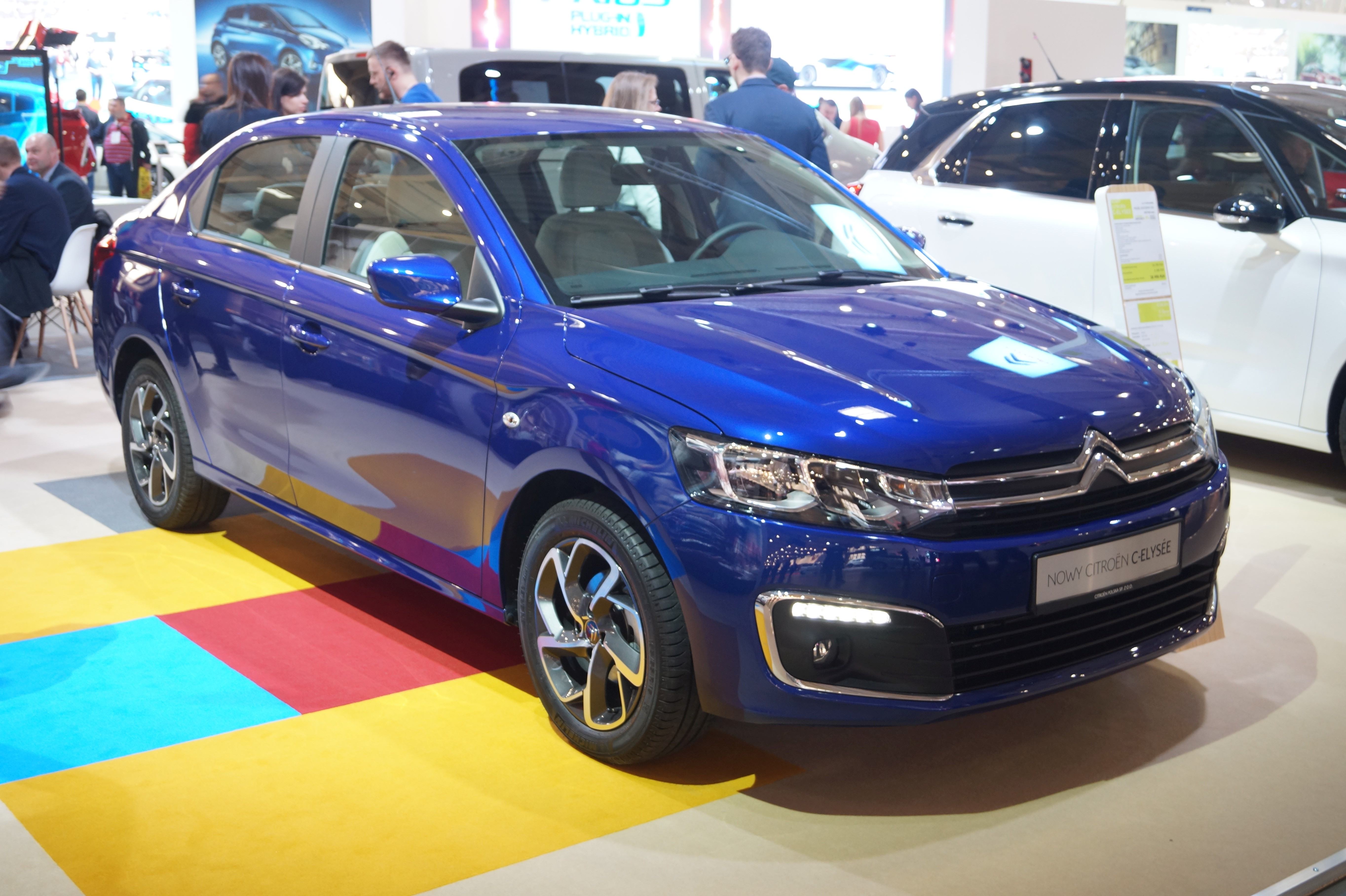
C-Elysée
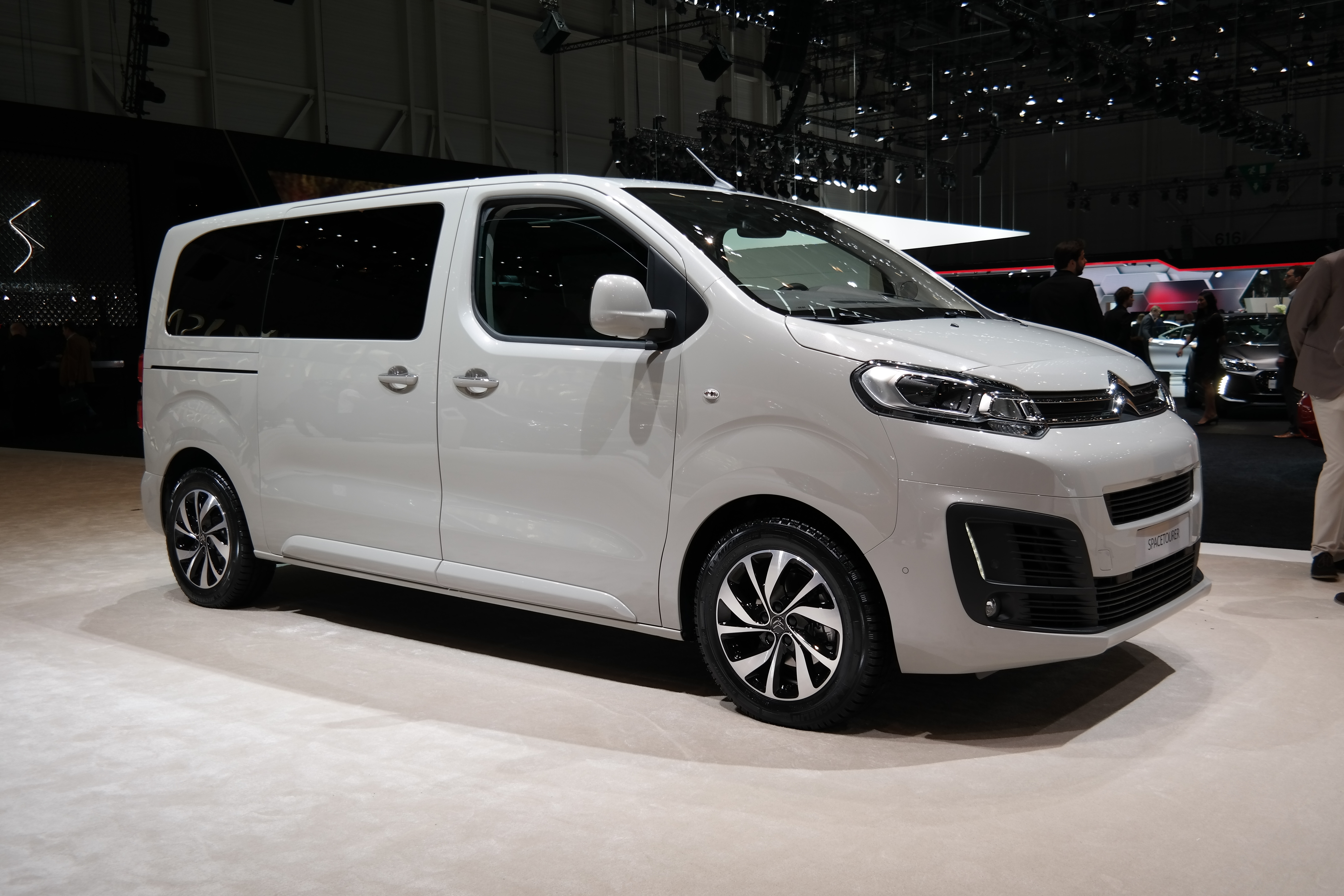
SpaceTourer/e-SpaceTourer
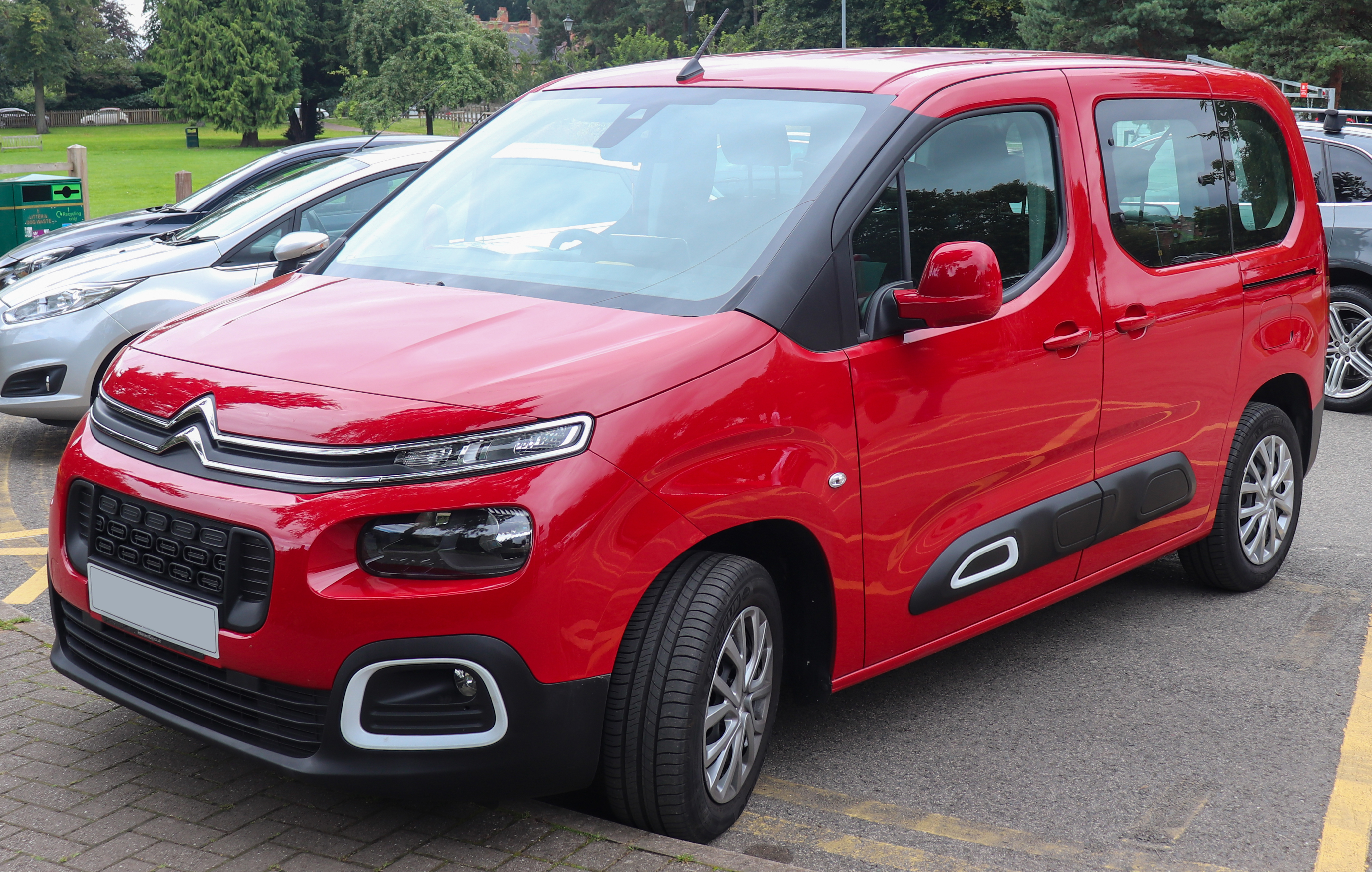
Berlingo/e-Berlingo
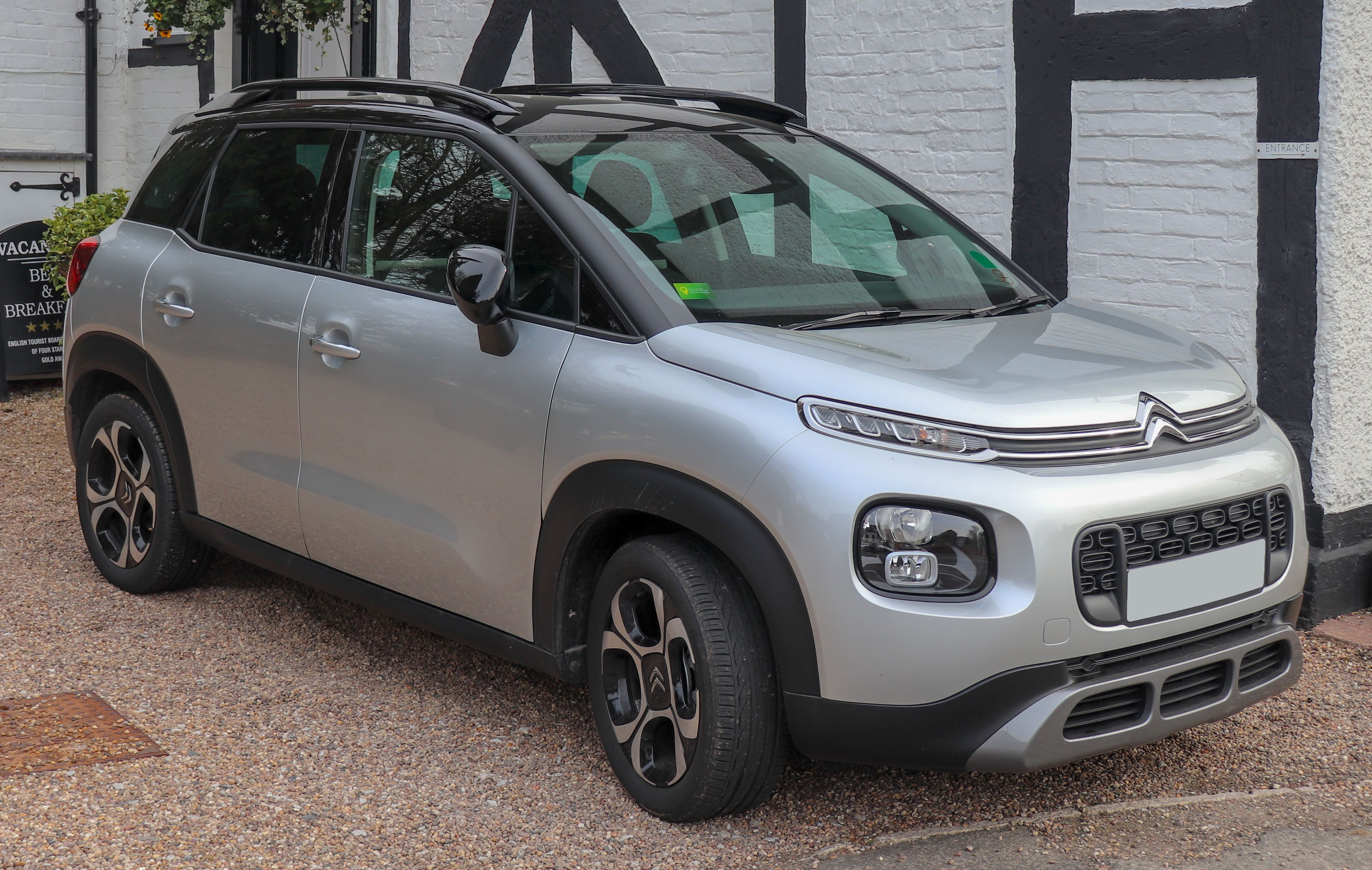
C3 Aircross
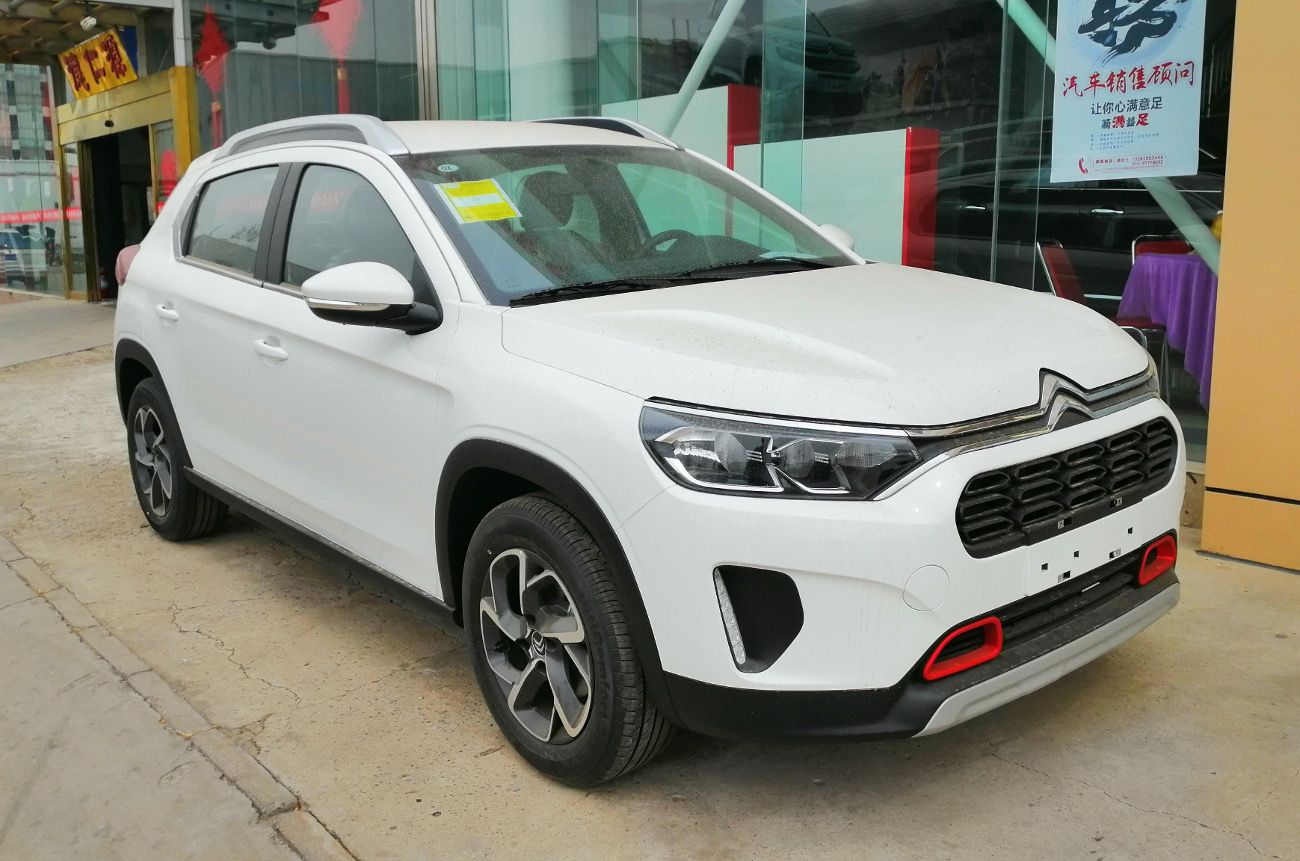
C3-XR
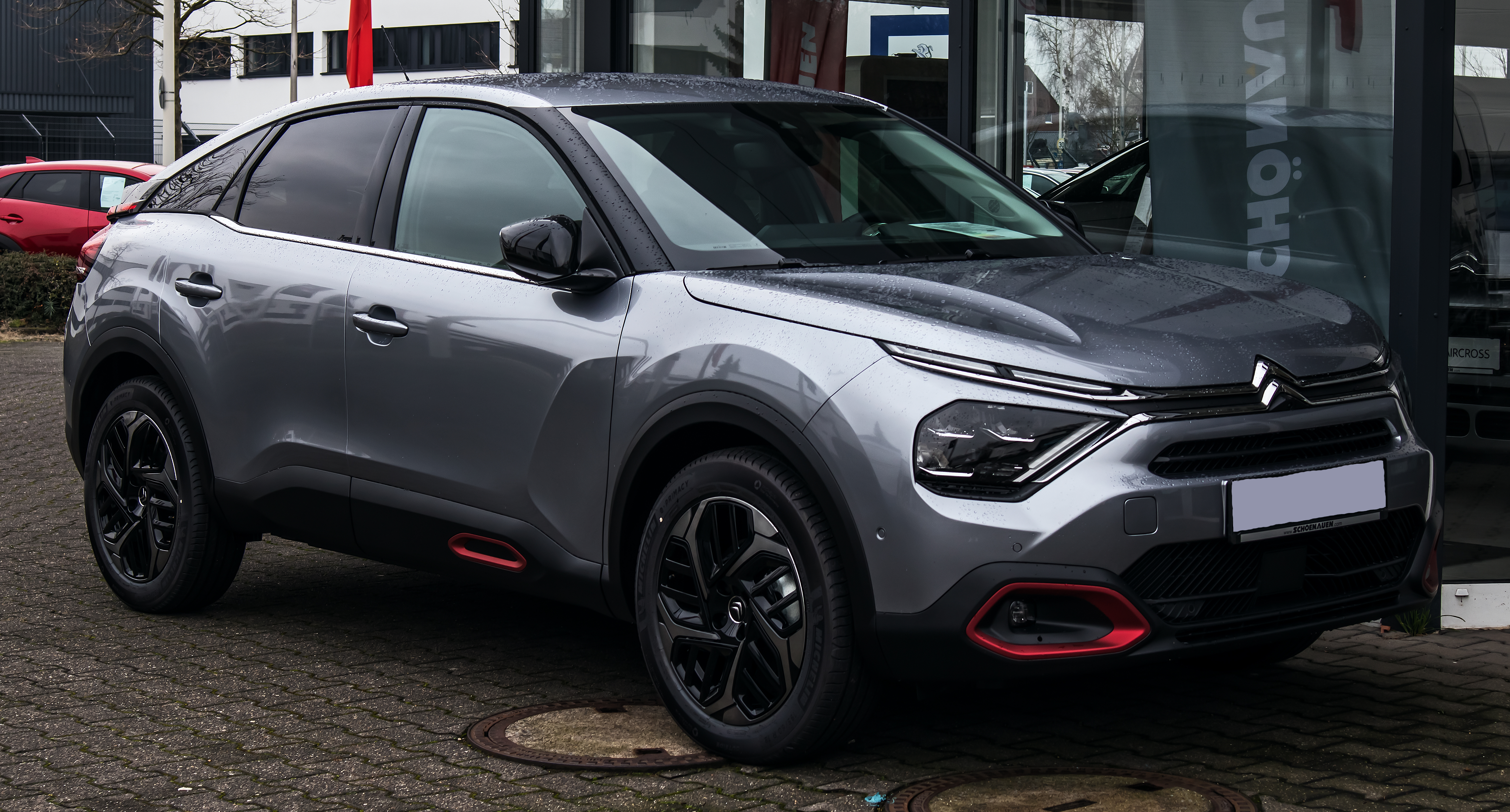
C4/e-C4
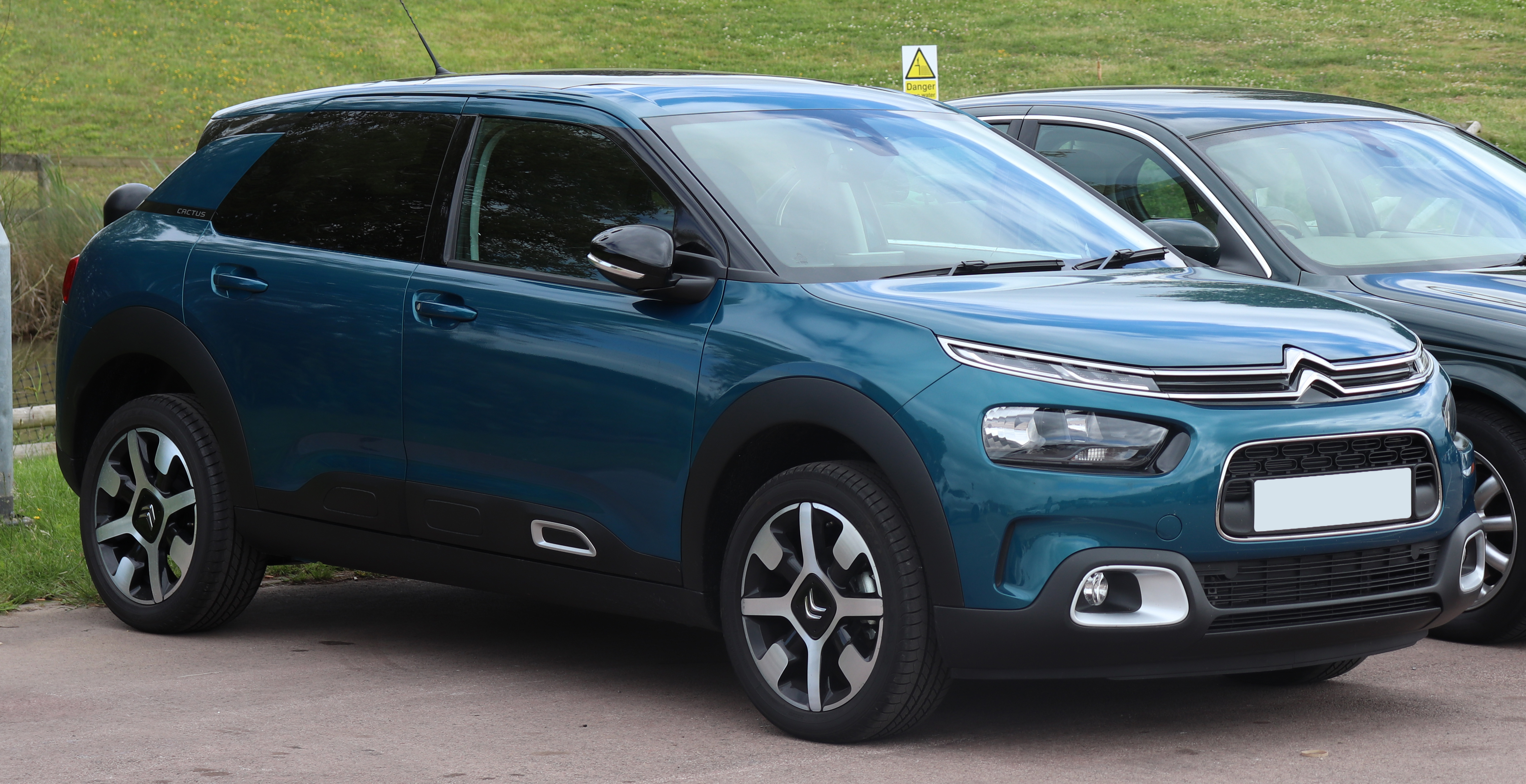
C4 Cactus
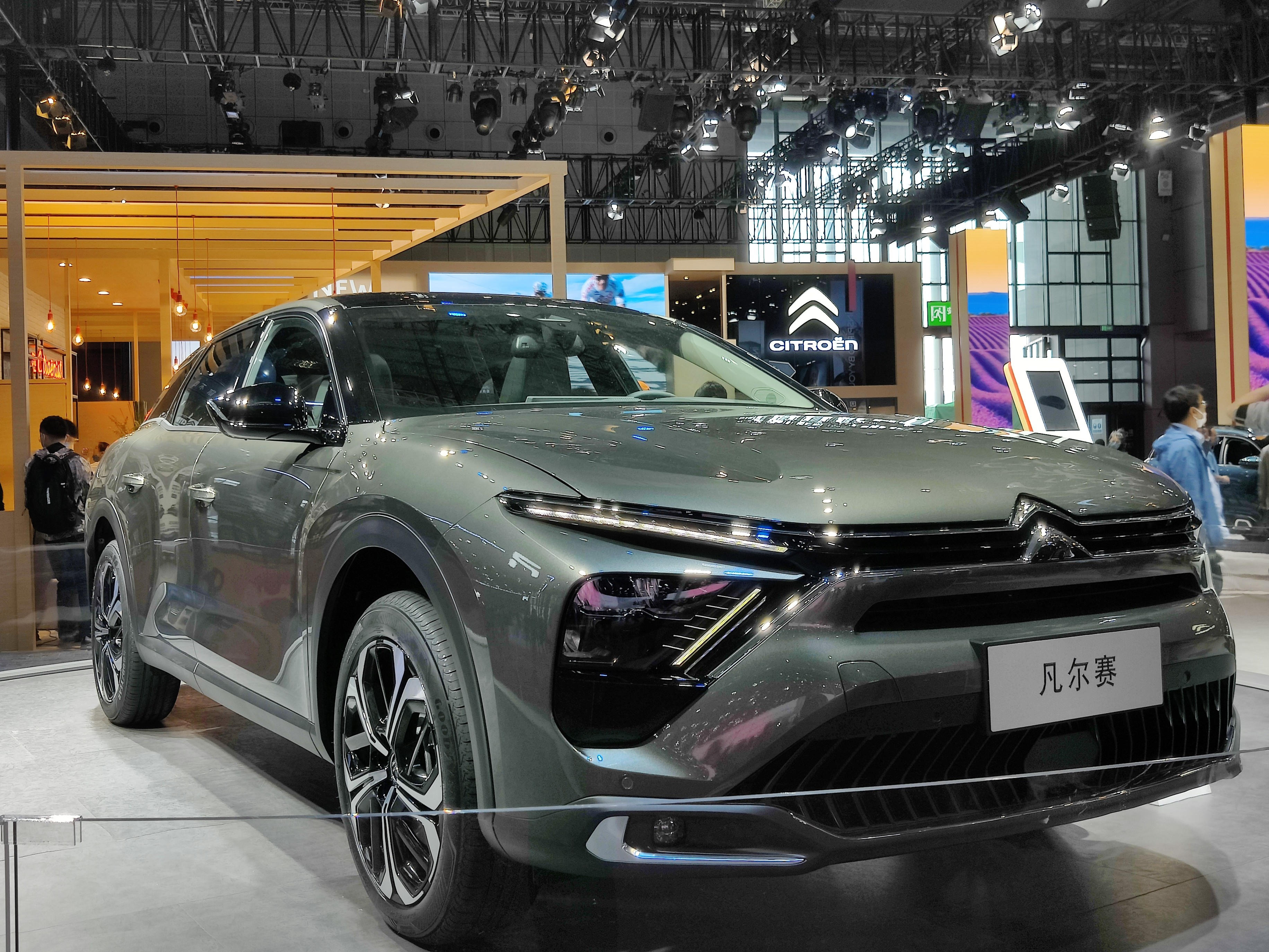
C5 X
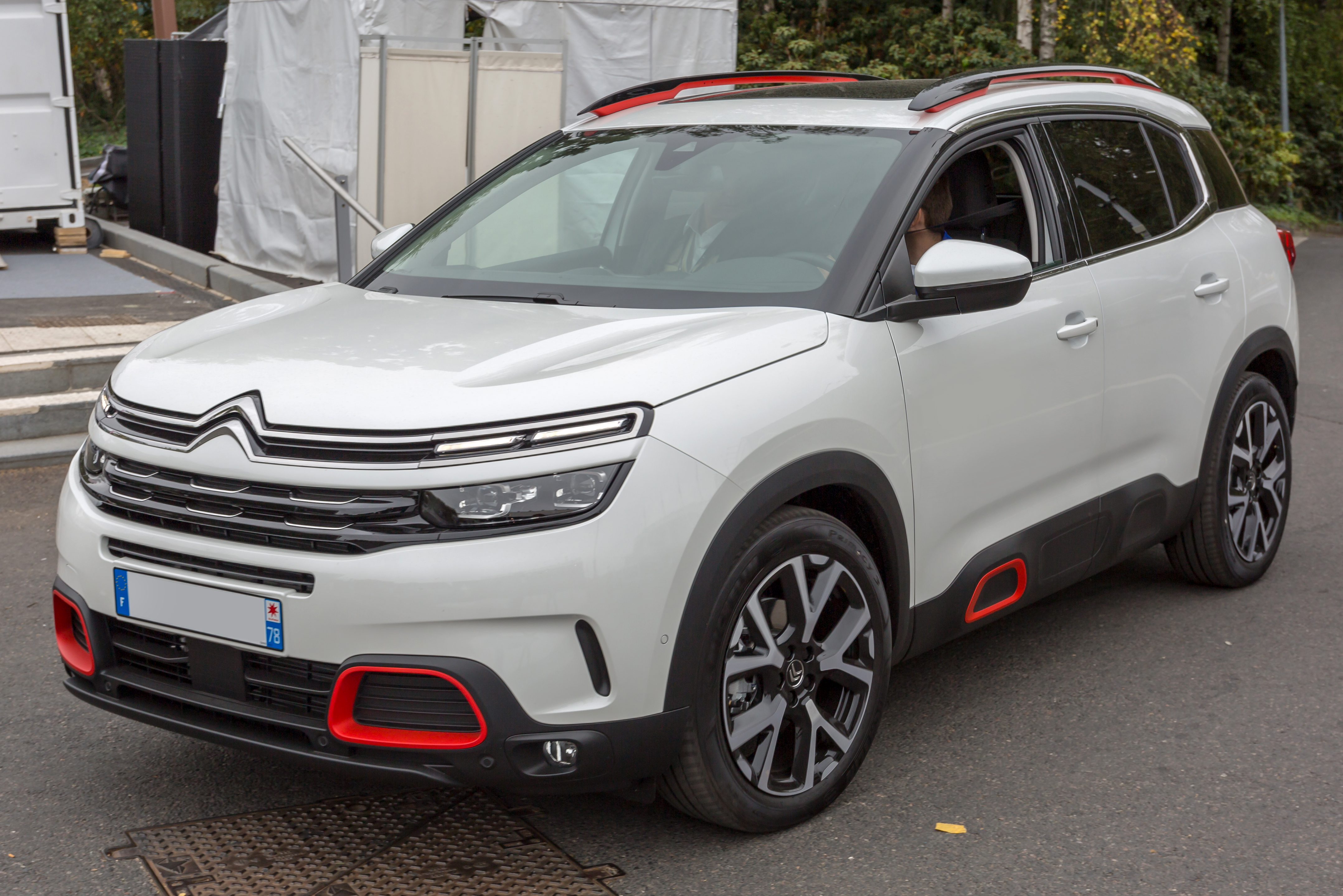
C5 Aircross
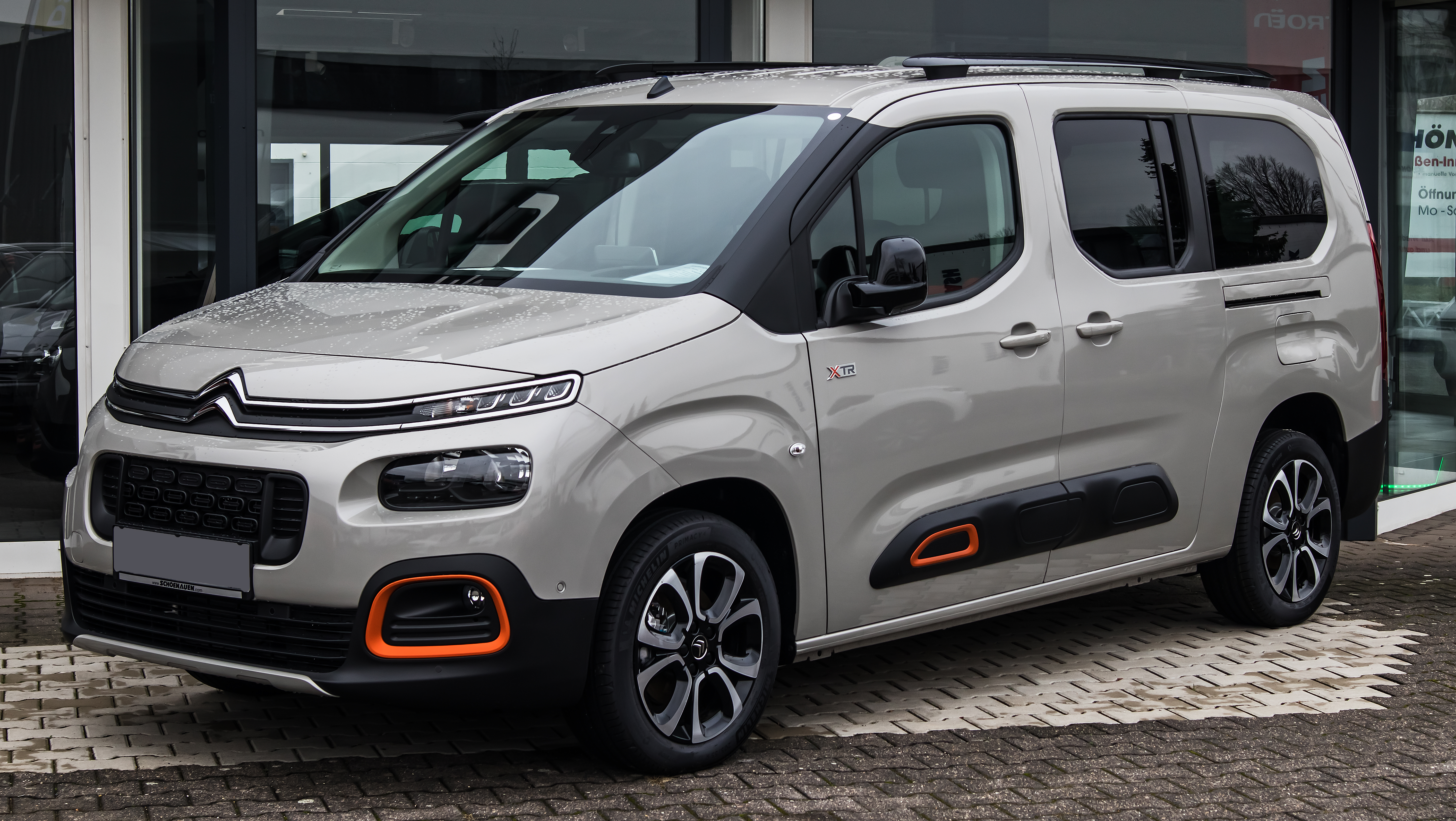
Berlingo
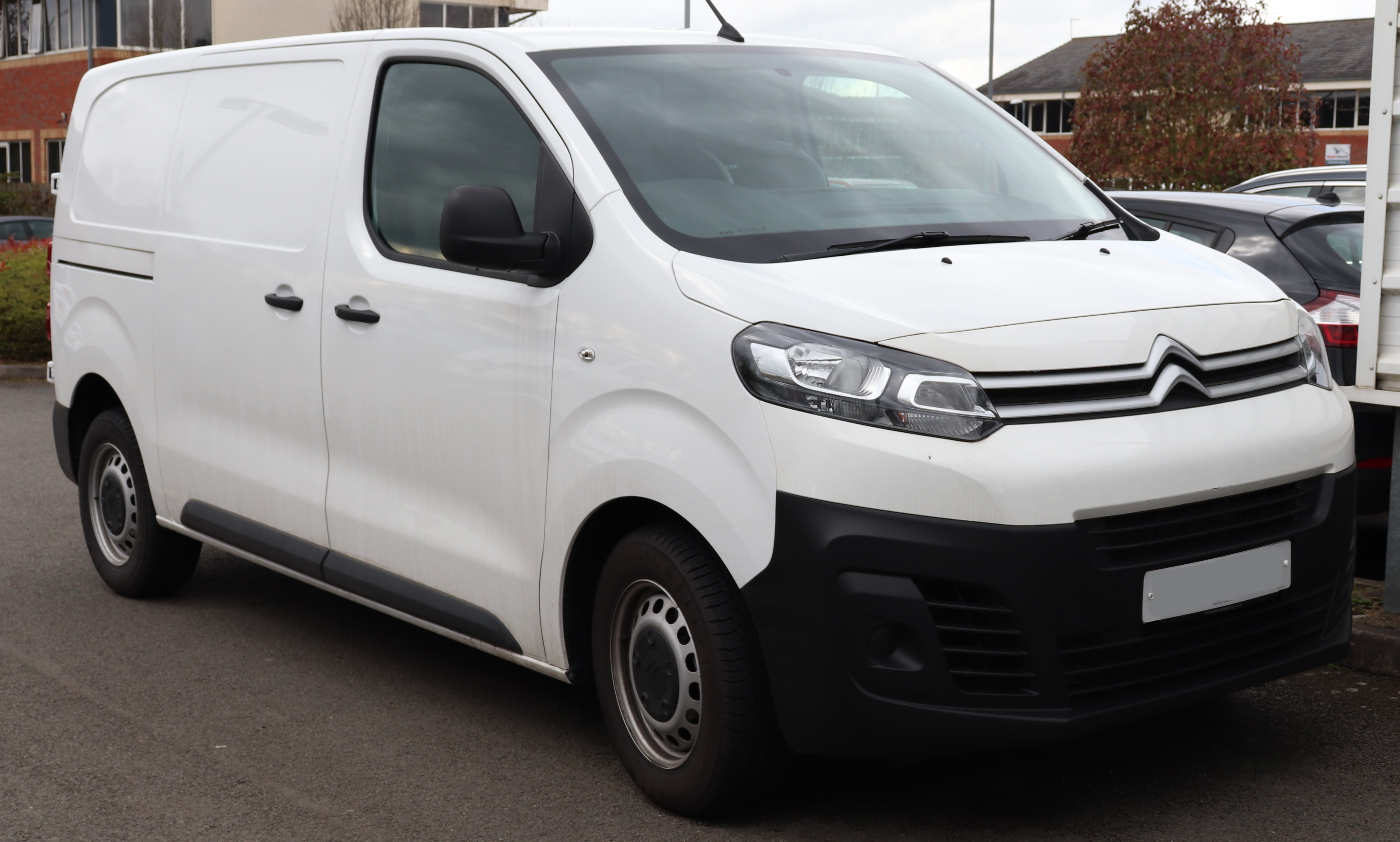
Jumpy
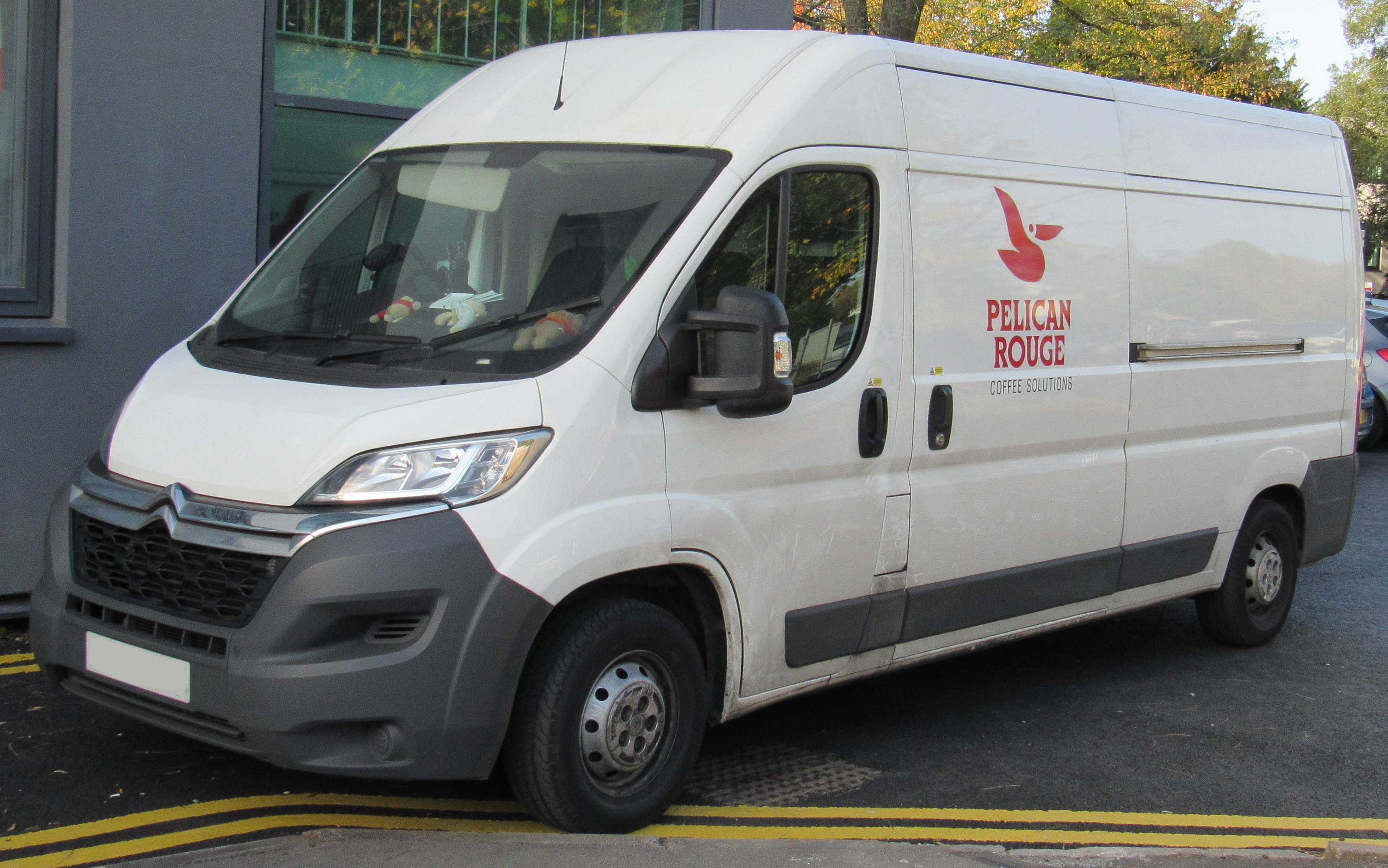
Jumper

### Istorice

#### Citroën
- Citroën C1 (2005–2022)

#### Gama DS

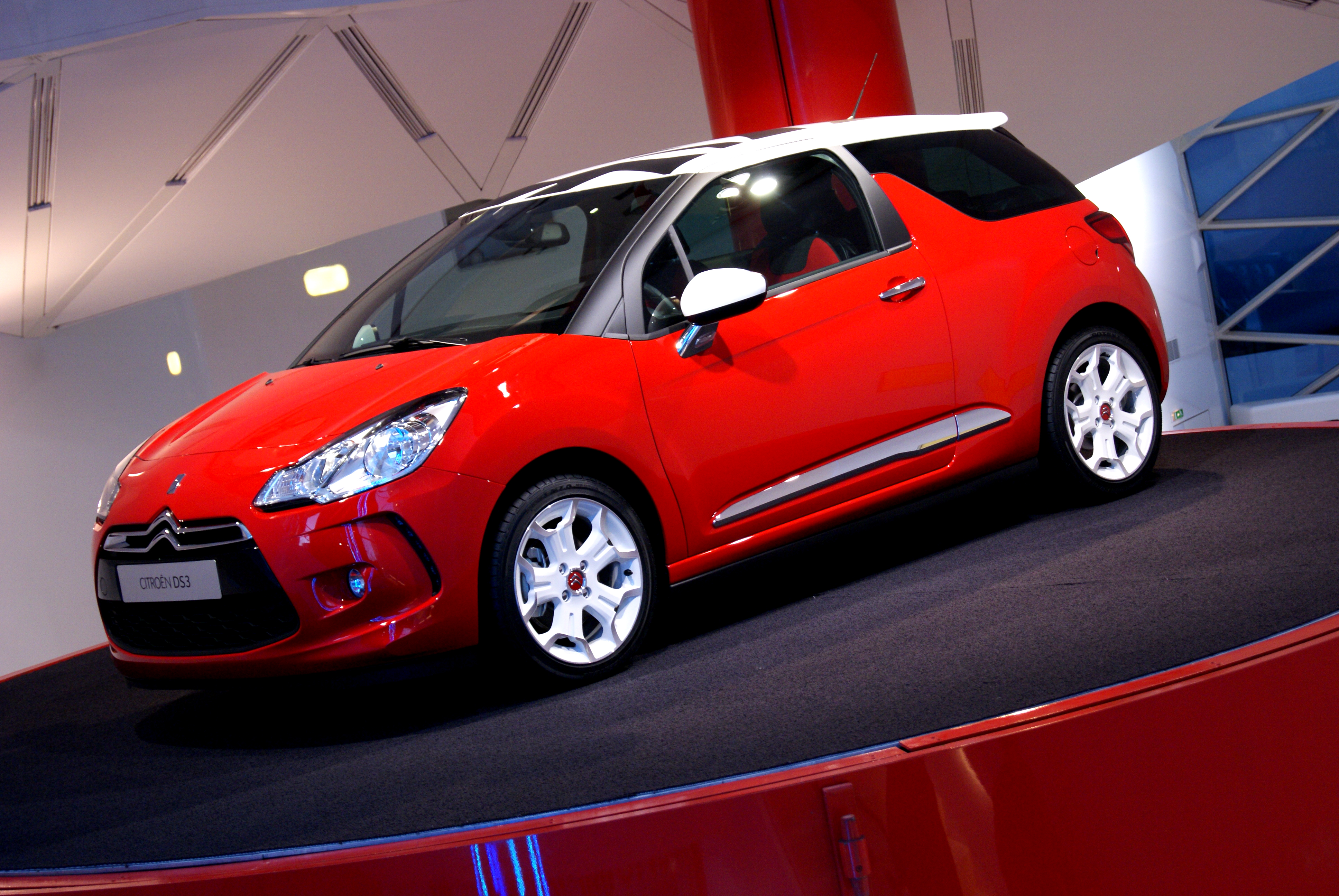
DS 3, segmentul B
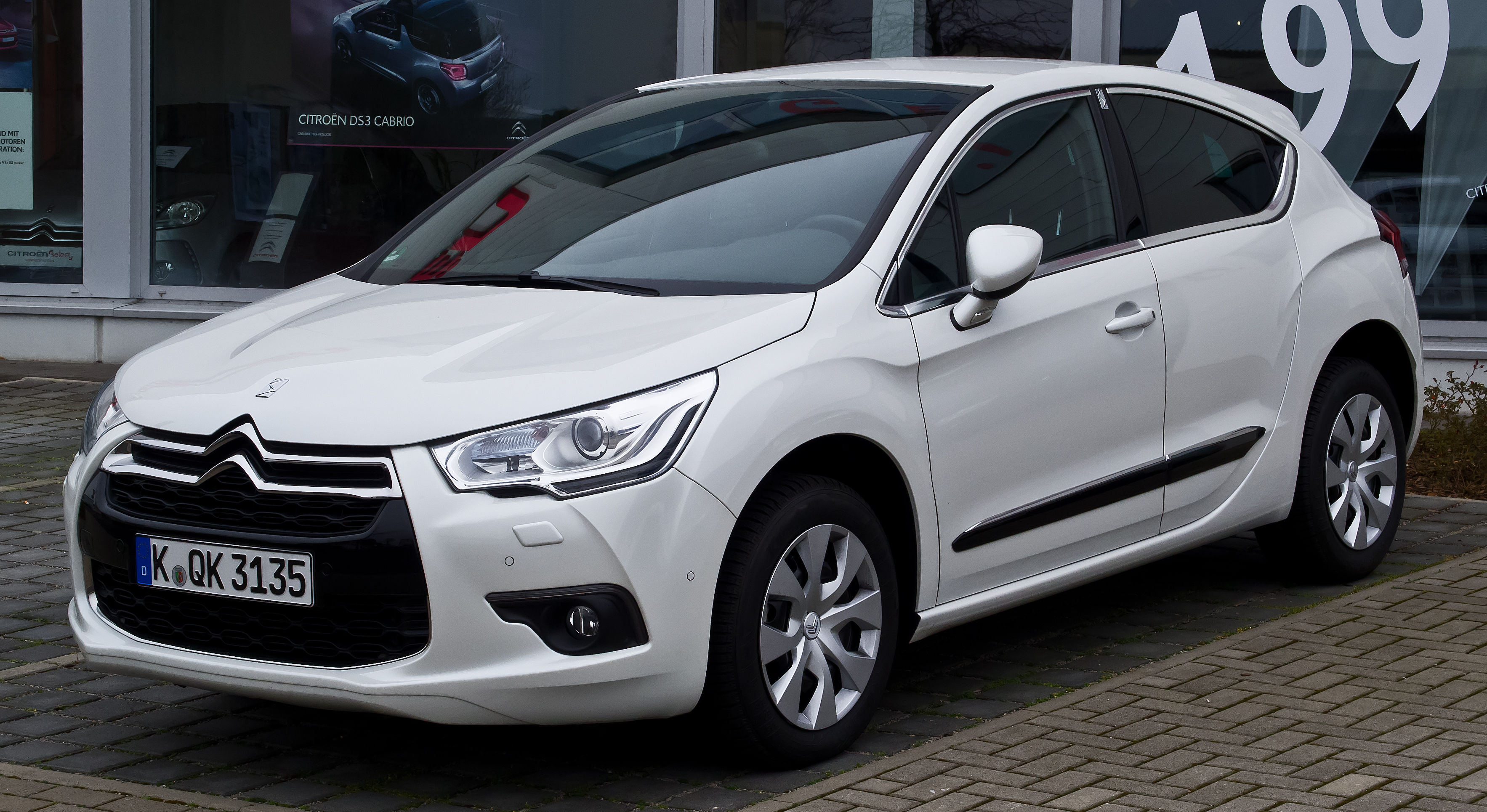
DS 4, segmentul C
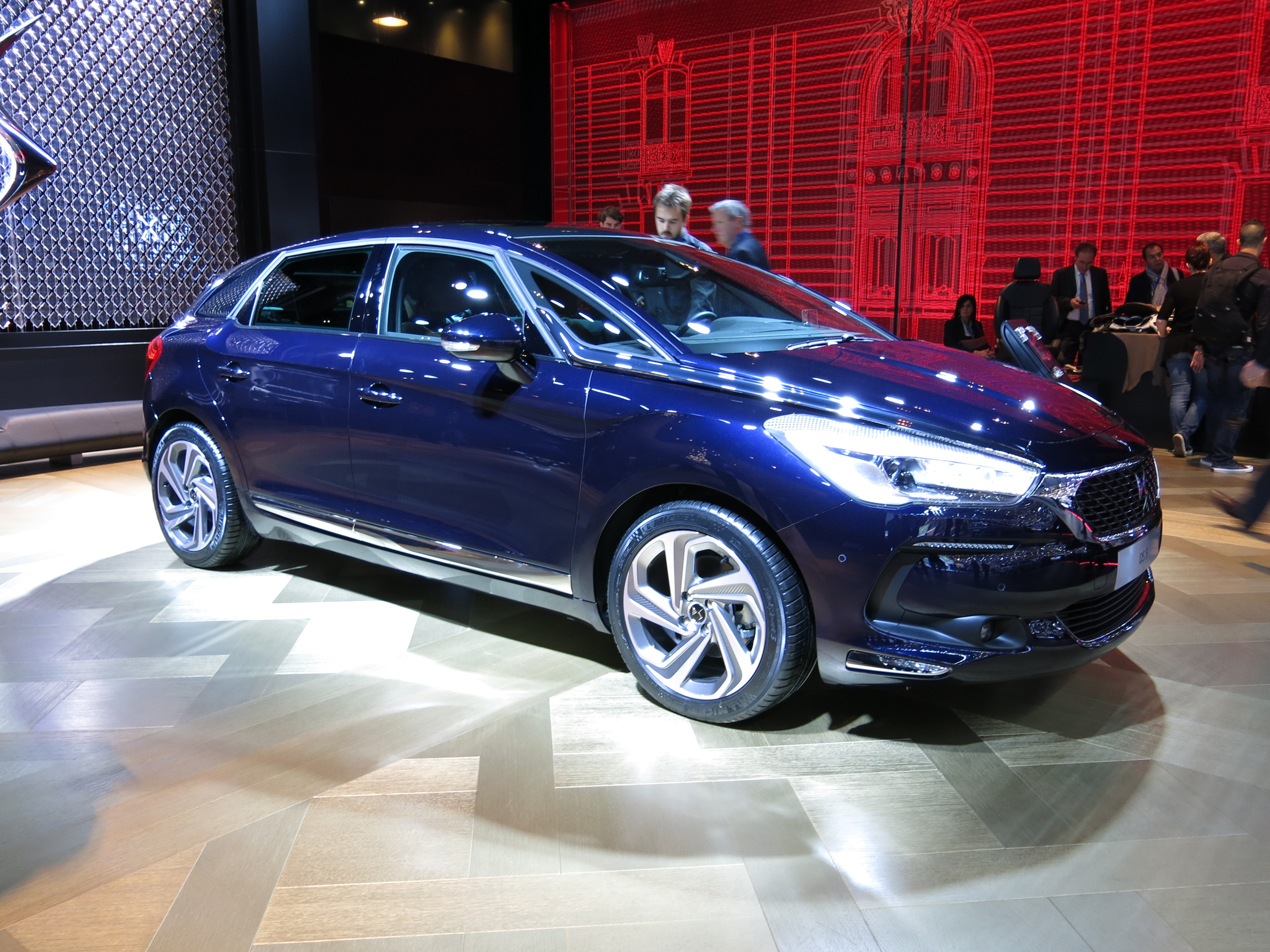
DS 5, segmentul CD
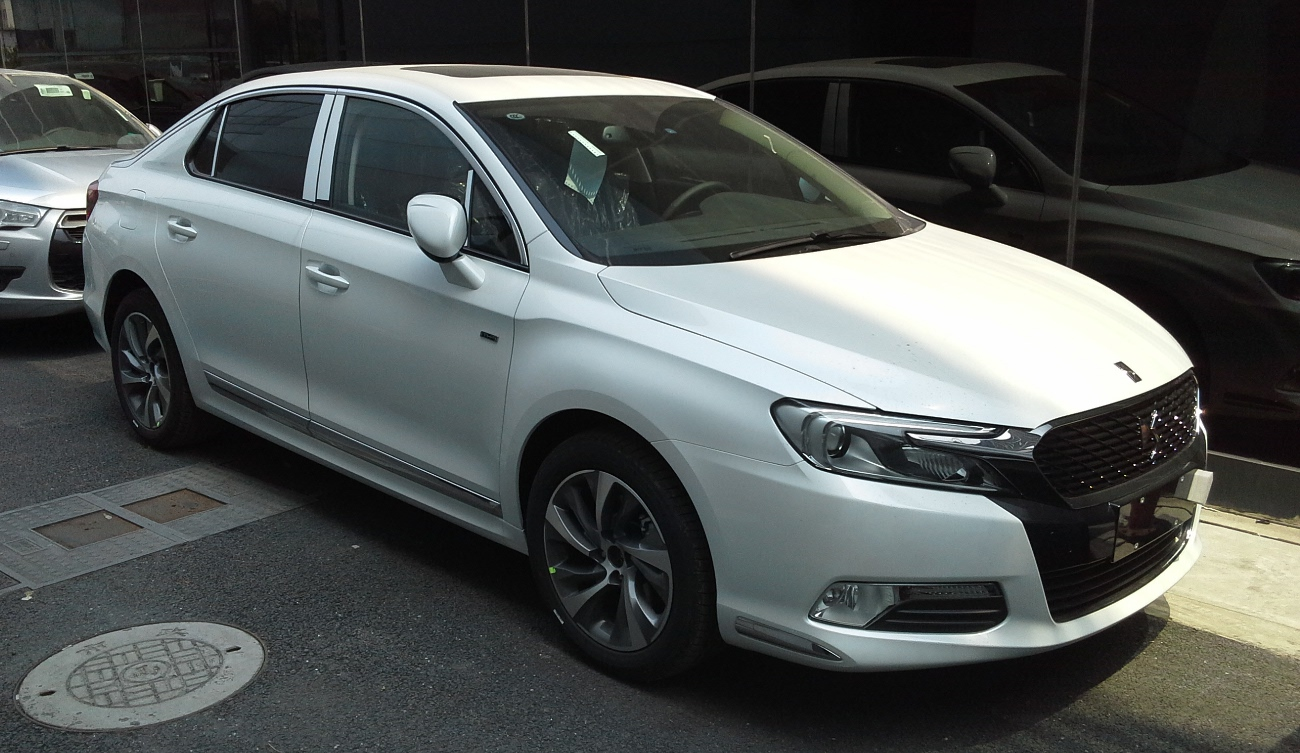
DS 5LS, segmentul D
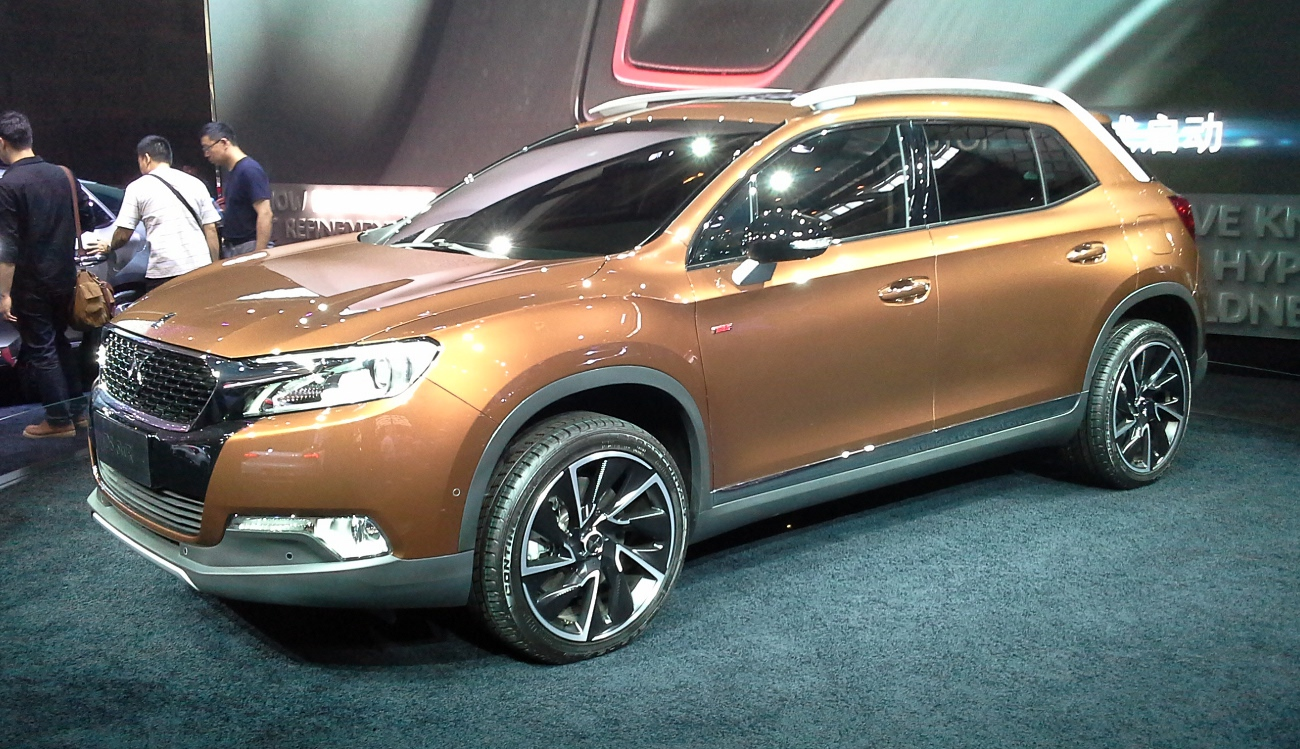
DS 6